# Cantonul Lannion
Cantonul Lannion este un canton din arondismentul Lannion, departamentul Côtes-d'Armor, regiunea Bretania, Franța.

## Comune
- Caouënnec-Lanvézéac
- Lannion (reședință)
- Ploubezre
- Ploulec'h
- Rospez